# The Livestock Conservancy
A The Livestock Conservancy, anteriormente conhecida como American Livestock Breeds Conservancy (ALBC) e antes disso, a American Minor Breeds Conservancy, é uma organização sem fins lucrativos focada na preservação e promoção de raças raras, também conhecidas como "raças de herança" do gado. Fundada em 1977, através dos esforços de entusiastas da criação de gado preocupados com o desaparecimento de muitas raças de criação de gado nos Estados Unidos, a Conservancy foi a organização pioneira de preservação de gado naquele país e continua sendo uma organização líder nesse campo. Iniciou programas que salvaram várias raças da extinção e trabalha em estreita colaboração com organizações semelhantes em outros países, incluindo a Rare Breeds Canada. Com 3 000 membros, uma equipe de nove e um conselho de administração de 19 membros, a organização possui um orçamento operacional de quase meio milhão de dólares.
A The Livestock Conservancy mantém uma lista de prioridades de conservação que divide raças ameaçadas de cavalos, jumentos, ovelhas, cabras, gado, coelhos, porcos e aves em cinco categorias, com base no número da população e no interesse histórico. A organização publicou vários livros e trabalha com stud books e outros grupos em vários aspectos da preservação de raças, incluindo testes genéticos, documentação histórica, resgate e comercialização de animais. A preservação do material genético é de especial interesse para a Conservancy e, por um período de tempo, manteve um banco de genes que foi posteriormente transferido para o Departamento de Agricultura dos Estados Unidos. Também desenvolveu e publicou várias definições de patrimônio, incluindo parâmetros para raças de gado e aves.
Em grande parte devido aos esforços da organização, as populações de perus patrimoniais aumentaram mais de dez vezes em pouco mais de uma década, e várias raças que antes estavam à beira da extinção agora mantêm populações saudáveis. A organização também mantém programas que tratam da preservação e promoção de raças ameaçadas de gado e porco, bem como programas específicos de raças relacionados a muitas de suas categorias de animais. As raças equinas, como o American Cream Draft, estavam entre as razões pelas quais a organização foi formada e estavam nas primeiras listas de prioridades de conservação. Outras raças que a Conservancy ajudou a economizar incluem o cavalo Carolina Marsh Tacky, o rebanho Randall, os porcos Red Wattle e o Coelho americano.